# Puccinia coprosmae
Puccinia coprosmae är en svampart som beskrevs av Cooke 1890. Puccinia coprosmae ingår i släktet Puccinia och familjen Pucciniaceae.   Inga underarter finns listade i Catalogue of Life.